# Радзеюв (Люблінське воєводство)
Радзеюв (пол. Radziejów) — село в Польщі, у гміні Дубенка Холмського повіту Люблінського воєводства.
Населення — 101 особа (2011).
У 1975-1998 роках село належало до Холмського воєводства.

## Демографія
Демографічна структура станом на 31 березня 2011 року:
|          | Загалом | Допрацездатний вік | Працездатний вік | Постпрацездатний вік |
| -------- | ------- | ------------------ | ---------------- | -------------------- |
| Чоловіки | 48      | 6                  | 37               | 5                    |
| Жінки    | 53      | 8                  | 25               | 20                   |
| Разом    | 101     | 14                 | 62               | 25                   |